# Olympische Jugend-Winterspiele 2024/Biathlon
Bei den IV. Olympischen Jugend–Winterspielen 2024 in Gangwon fanden sechs Wettbewerbe im Biathlon statt. Austragungsort war das Alpensia Biathlon Centre in Pyeongchang.

## Qualifikation
Jedes Nationales Olympische Komitee (NOK) durfte maximal 4 Biathleten pro Geschlecht entsenden. Teilnahmeberechtigt waren Sportler die zwischen dem 1. Januar 2006 und dem 31. Dezember 2007 geboren sind.
Die Quotenplätze wurden auf zwei Arten vergeben:
- Die Top 10 der Nationenwertung des Biathlon-Weltcups 2022/23 konnten 4 Athleten entsenden
- Die Top 20 der Nationenwertung des IBU-Junior-Cup 2022/23 konnten, sofern nicht schon über den ersten Weg qualifiziert, 3 Athleten entsenden.

Dem Gastgeber Südkorea wären, sofern er sich nicht qualifiziert hätte, je 3 Plätze zugestanden.
Folgende Nationen hatten sich für die Wettkämpfe qualifiziert:
| NOK                     | Männer | Frauen | Gesamt |
| ----------------------- | ------ | ------ | ------ |
| Australien              | 3      | 3      | 6      |
| Belgien                 | 3 0    | 3 0    | 0      |
| Bosnien und Herzegowina | 3 2    | 0      | 2      |
| Brasilien               | 0      | 1      | 1      |
| Bulgarien               | 3      | 3      | 6      |
| Chile                   | 0      | 1      | 1      |
| Dänemark                | 0      | 1      | 1      |
| Deutschland             | 4      | 4      | 8      |
| Estland                 | 3      | 3      | 6      |
| Finnland                | 4      | 4      | 8      |
| Frankreich              | 4      | 4      | 8      |
| Griechenland            | 3      | 3      | 6      |
| Großbritannien          | 3 2    | 3 1    | 3      |
| Italien                 | 4      | 4      | 8      |
| Kanada                  | 3      | 3      | 6      |
| Kasachstan              | 3      | 3      | 6      |
| Kirgisistan             | 1      | 0      | 1      |
| Kroatien                | 3 2    | 3 2    | 4      |
| Lettland                | 3      | 3      | 6      |
| Litauen                 | 3      | 3      | 6      |
| Moldau                  | 3 2    | 1      | 3      |
| Mongolei                | 3      | 3      | 6      |
| Nordmazedonien          | 1      | 1      | 2      |
| Norwegen                | 4      | 4      | 8      |
| Neuseeland              | 1      | 0      | 1      |
| Österreich              | 4      | 4      | 8      |
| Polen                   | 3      | 3      | 6      |
| Rumänien                | 3      | 3      | 6      |
| Schweden                | 4      | 4      | 8      |
| Schweiz                 | 4      | 4      | 8      |
| Serbien                 | 3 1    | 3 1    | 2      |
| Slowakei                | 3      | 3      | 6      |
| Slowenien               | 3      | 3      | 6      |
| Spanien                 | 1      | 1      | 2      |
| Südkorea                | 3      | 3      | 6      |
| Thailand                | 2      | 2      | 4      |
| Tschechien              | 4      | 4      | 8      |
| Türkei                  | 0      | 1      | 1      |
| Ungarn                  | 1      | 1      | 2      |
| Ukraine                 | 4      | 4      | 8      |
| Vereinigte Staaten      | 3      | 3      | 6      |
| Gesamt: 41 NOKs         | 100    | 99     | 199    |

## Zeitplan
| Zeitplan Biathlon                     | Zeitplan Biathlon | Zeitplan Biathlon | Zeitplan Biathlon | Zeitplan Biathlon | Zeitplan Biathlon |
| Wettbewerbe                           | Januar            | Januar            | Januar            | Januar            | Januar            |
| Wettbewerbe                           | 20.               | 21.               | 22.               | 23.               | 24.               |
| ------------------------------------- | ----------------- | ----------------- | ----------------- | ----------------- | ----------------- |
| Männer                                |                   |                   |                   |                   |                   |
| 7,5 km Sprint                         |                   |                   |                   |                   |                   |
| 12,5 km Einzel                        |                   |                   |                   |                   |                   |
| Frauen                                |                   |                   |                   |                   |                   |
| 6 km Sprint                           |                   |                   |                   |                   |                   |
| 10 km Einzel                          |                   |                   |                   |                   |                   |
| Mixed                                 |                   |                   |                   |                   |                   |
| Single-Mixed-Staffel (6 km + 7,5 km)  |                   |                   |                   |                   |                   |
| Mixed-Staffel (2 × 6 km + 2 × 7,5 km) |                   |                   |                   |                   |                   |
| Entscheidungen                        | 2                 | 1                 | 0                 | 2                 | 1                 |

|  | Medaillenentscheidung |

## Bilanz

### Medaillenspiegel
| Platz  | Land        | Gold | Silber | Bronze | Gesamt |
| ------ | ----------- | ---- | ------ | ------ | ------ |
| 1      | Frankreich  | 3    | 1      | 1      | 4      |
| 2      | Italien     | 2    | –      | 1      | 5      |
| 3      | Tschechien  | 1    | –      | 1      | 2      |
| 4      | Norwegen    | –    | 2      | 1      | 3      |
| 5      | Deutschland | –    | 2      | –      | 2      |
| 6      | Slowenien   | –    | 1      | –      | 1      |
| 7      | Slowakei    | –    | –      | 1      | 1      |
| 7      | Ukraine     | –    | –      | 1      | 1      |
| Gesamt | Gesamt      | 6    | 6      | 6      | 18     |

### Medaillengewinner
| Disziplin                             | Gold                                                                        | Silber                                                        | Bronze                                                                    |
| ------------------------------------- | --------------------------------------------------------------------------- | ------------------------------------------------------------- | ------------------------------------------------------------------------- |
| Männer                                |                                                                             |                                                               |                                                                           |
| 7,5 km Sprint                         | Antonin Guy (FRA)                                                           | Tov Røysland (NOR)                                            | Flavio Guy (FRA)                                                          |
| 12,5 km Einzel                        | Antonin Guy (FRA)                                                           | Storm Kristoffer Veitsle (NOR)                                | Markus Sklenárik (SVK)                                                    |
| Frauen                                |                                                                             |                                                               |                                                                           |
| 6 km Sprint                           | Carlotta Gautero (ITA)                                                      | Ela Sever (SLO)                                               | Polina Puzko (UKR)                                                        |
| 10 km Einzel                          | Ilona Plecháčová (CZE)                                                      | Marie Keudel (GER)                                            | Nayeli Mariotti Cavagnet (ITA)                                            |
| Mixed                                 |                                                                             |                                                               |                                                                           |
| Single-Mixed-Staffel (6 km + 7,5 km)  | Alice Dusserre / Antonin Guy (FRA)                                          | Marie Keudel / Korbinian Kübler (GER)                         | Eiril Høistad Nordbø / Storm Kristoffer Veitsle (NOR)                     |
| Mixed-Staffel (2 × 6 km + 2 × 7,5 km) | ItalienNayeli Mariotti Cavagnet Carlotta Gautero Hannes Bacher Michel Deval | FrankreichAlice Dusserre Louise Roguet Flavio Guy Antonin Guy | TschechienHeda Mikolášová Ilona Plecháčová Jakub Neuhäuser Lukáš Kulhánek |

## Ergebnisse

### Männer

#### 7,5 km Sprint
| Platz | Land | Athlet                       | Zeit (min) | Fehler |
| ----- | ---- | ---------------------------- | ---------- | ------ |
| 1     | FRA  | Antonin Guy                  | 20:57,7    | 1      |
| 2     | NOR  | Tov Røysland                 | 21:29,5    | 1      |
| 3     | FRA  | Flavio Guy                   | 21:55,2    | 4      |
| 4     | FRA  | Camille Grataloup Manissolle | 21:59,5    | 2      |
| 5     | BUL  | Georgi Dschorgow             | 22:10,8    | 1      |
| 6     | ITA  | Michel Deval                 | 22:12,9    | 0      |
| 7     | AUT  | Matthäus Schönaigner         | 22:30,9    | 3      |
| 8     | SWE  | Anton Modigs                 | 22:32,3    | 2      |
| 9     | POL  | Grzegorz Galica              | 22:37,1    | 4      |
| 10    | GER  | Björn Hederich               | 22:40,9    | 2      |
| 10    | BUL  | Nikolaj Nikolow              | 22:40,9    | 2      |
| …     |      |                              |            |        |
| 19    | GER  | Lukas Tannheimer             | 23:20,0    | 4      |
| 22    | SUI  | Levin Kunz                   | 23:31,2    | 3      |
| 31    | GER  | Finn Zurnieden               | 23:57,1    | 4      |
| 34    | SUI  | Björn Niederhauser           | 24:00,1    | 1      |
| 39    | SUI  | Pablo Baselgia               | 24:13,6    | 2      |
| 42    | AUT  | Simon Grasberger             | 24:24,7    | 4      |
| 58    | SUI  | Yanis Dumaz                  | 25:03,8    | 4      |
| 65    | GER  | Korbinian Kübler             | 25:16,7    | 6      |
| 69    | AUT  | Magnus Steiner               | 25:39,1    | 5      |
| 72    | AUT  | Simon Hechenberger           | 25:59,3    | 5      |

#### 12,5 km Einzel
| Platz | Land | Athlet                   | Zeit (min) | Fehler |
| ----- | ---- | ------------------------ | ---------- | ------ |
| 1     | FRA  | Antonin Guy              | 41:45,2    | 3      |
| 2     | NOR  | Storm Kristoffer Veitsle | 42:25,5    | 3      |
| 3     | SVK  | Markus Sklenárik         | 43:01,5    | 1      |
| 4     | BUL  | Georgi Dschorgow         | 43:42,6    | 3      |
| 5     | CAN  | Luke Hushof              | 43:48,0    | 2      |
| 6     | NOR  | Tov Røysland             | 43:51,8    | 4      |
| 7     | GER  | Björn Hederich           | 43:56,1    | 3      |
| 8     | ITA  | Hannes Bacher            | 43:59,1    | 7      |
| 9     | GER  | Korbinian Kübler         | 44:13,5    | 5      |
| 10    | SVK  | Michal Adamov            | 44:13,6    | 6      |
| …     |      |                          |            |        |
| 13    | GER  | Finn Zurnieden           | 44:39,8    | 4      |
| 28    | SUI  | Levin Kunz               | 46:47,0    | 6      |
| 30    | AUT  | Simon Hechenberger       | 47:04,5    | 4      |
| 34    | AUT  | Simon Grasberger         | 47:45,6    | 7      |
| 41    | AUT  | Matthäus Schönaigner     | 48:16,1    | 9      |
| 43    | GER  | Lukas Tannheimer         | 48:25,4    | 8      |
| 50    | SUI  | Björn Niederhauser       | 48:45,4    | 6      |
| 54    | SUI  | Pablo Brosi Baselgia     | 49:12,8    | 7      |
| 56    | AUT  | Magnus Steiner           | 49:37,9    | 9      |
| 79    | SUI  | Yanis Dumaz              | 53:12,0    | 12     |

### Frauen

#### 6 km Sprint
| Platz | Land | Athletin                 | Zeit (min) | Fehler |
| ----- | ---- | ------------------------ | ---------- | ------ |
| 1     | ITA  | Carlotta Gautero         | 19:40,2    | 1      |
| 2     | SLO  | Ela Sever                | 20:15,3    | 3      |
| 3     | UKR  | Polina Puzko             | 20:54,1    | 1      |
| 4     | CZE  | Heda Mikolášová          | 21:05,7    | 5      |
| 5     | CZE  | Ilona Plecháčová         | 21:07,5    | 4      |
| 6     | NOR  | Julie Tronerud Kvelvane  | 21:07,6    | 4      |
| 7     | SUI  | Molly Kafka              | 21:09,7    | 1      |
| 8     | SUI  | Lena Baumann             | 21:16,0    | 3      |
| 9     | ITA  | Nayeli Mariotti Cavagnet | 21:16,3    | 4      |
| 10    | SVK  | Michaela Straková        | 21:17,7    | 2      |
| 11    | GER  | Marie Keudel             | 21:30,5    | 3      |
| …     |      |                          |            |        |
| 14    | GER  | Hanna Beck               | 21:41,5    | 2      |
| 16    | AUT  | Rosaly Stollberger       | 21:51,7    | 1      |
| 30    | AUT  | Lilly Fuchs              | 22:41,7    | 4      |
| 38    | GER  | Jana Duffner             | 23:48,6    | 6      |
| 44    | AUT  | Anna-Lena Wolf           | 24:07,1    | 4      |
| 49    | GER  | Leni Dietersberger       | 24:22,1    | 6      |
| 52    | SUI  | Eliane Kiser             | 24:31,2    | 6      |
| 59    | SUI  | Maëline Triponez         | 25:13,6    | 4      |
| 66    | AUT  | Ilka Zleptnik            | 26:02,9    | 6      |

#### 10 km Einzel
| Platz | Land | Athletin                 | Zeit (min) | Fehler |
| ----- | ---- | ------------------------ | ---------- | ------ |
| 1     | CZE  | Ilona Plecháčová         | 37:03,4    | 1      |
| 2     | GER  | Marie Keudel             | 38:13,1    | 2      |
| 3     | ITA  | Nayeli Mariotti Cavagnet | 38:23,0    | 3      |
| 4     | CZE  | Heda Mikolášová          | 38:23,8    | 4      |
| 5     | ITA  | Matilde Giordano         | 38:40,0    | 3      |
| 6     | NOR  | Eiril Høistad Nordbø     | 38:40,1    | 3      |
| 7     | FRA  | Alice Dusserre           | 39:09,5    | 3      |
| 8     | ITA  | Carlotta Gautero         | 39:11,8    | 4      |
| 9     | AUT  | Rosaly Mavie Stollberger | 39:31,9    | 2      |
| 10    | FRA  | Louise Roguet            | 39:37,6    | 4      |
| …     |      |                          |            |        |
| 15    | GER  | Leni Dietersberger       | 40:45,0    | 3      |
| 21    | GER  | Hanna Back               | 41:27,4    | 5      |
| 26    | SUI  | Molly Kafka              | 42:42,5    | 6      |
| 38    | SUI  | Maëline Triponez         | 43:42,9    | 3      |
| 42    | AUT  | Anna-Lena Wolf           | 43:49,2    | 2      |
| 43    | SUI  | Eliane Kiser             | 43:49,6    | 4      |
| 46    | SUI  | Lena Baumann             | 44:16,4    | 7      |
| 48    | GER  | Jana Duffner             | 44:24,4    | 8      |
| 58    | AUT  | Lilly Fuchs              | 45:18,2    | 5      |
| 75    | AUT  | Ilka Zleptnig            | 47:47,6    | 7      |

### Mixed

#### Single-Mixed-Staffel
| Platz | Land | Athleten                                      | Zeit (min) | Strafrunden + Nachlader |
| ----- | ---- | --------------------------------------------- | ---------- | ----------------------- |
| 1     | FRA  | Alice Dusserre Antonin Guy                    | 44:08,2    | 0+5                     |
| 2     | GER  | Marie Keudel Korbinian Kübler                 | 44:58,2    | 0+6                     |
| 3     | NOR  | Eiril Høistad Nordbø Storm Kristoffer Veitsle | 44:58,5    | 1+9                     |
| 4     | SUI  | Molly Kafka Levin Kunz                        | 45:31,7    | 0+7                     |
| 5     | ITA  | Nayeli Mariotti Cavagnet Hannes Bacher        | 45:46,4    | 3+14                    |
| 6     | UKR  | Iryna Schewtschenko Oleksandr Bilanenko       | 46:41,6    | 3+15                    |
| 7     | EST  | Anlourdees Veerpalu Frederik Välbe            | 46:53,4    | 0+9                     |
| 8     | CZE  | Valerie Křížová Jakub Neuhäuser               | 47:13,8    | 1+16                    |
| 9     | SLO  | Ela Sever Jaka Pilar                          | 47:13,8    | 2+19                    |
| 10    | KAZ  | Alema Qarabaeva Iljas Chassenow               | 47:31,0    | 0+7                     |
| …     |      |                                               |            |                         |
| 12    | AUT  | Rosaly Stollberger Simon Grasberger           | 47:52,7    | 3+14                    |

#### Mixed-Staffel
| Platz | Land | Athleten                                                                               | Zeit (h)  | Strafrunden + Nachlader |
| ----- | ---- | -------------------------------------------------------------------------------------- | --------- | ----------------------- |
| 1     | ITA  | Nayeli Mariotti Cavagnet Carlotta Gautero Hannes Bacher Michel Deval                   | 1:15:12,4 | 3+11                    |
| 2     | FRA  | Alice Dusserre Louise Roguet Flavio Guy Antonin Guy                                    | 1:16:25,4 | 2+13                    |
| 3     | CZE  | Heda Mikolášová Ilona Plecháčová Jakub Neuhäuser Lukáš Kulhánek                        | 1:18:23,4 | 5+16                    |
| 4     | NOR  | Sara Agnethe Granvang Tronrud Julie Tronerud Kvelvane Sigurd Lysberg Lehn Tov Røysland | 1:18:50,3 | 5+13                    |
| 5     | GER  | Marie Keudel Hanna Beck Lukas Tannheimer Björn Hederich                                | 1:20:10,4 | 3+14                    |
| 6     | CAN  | Flora Csonka Cheyenne Tirschmann Luke Hulshof Justin Konoff                            | 1:21:55,5 | 4+19                    |
| 7     | AUT  | Anna-Lena Wolf Lilly Fuchs Simon Grasberger Matthäus Schönaigner                       | 1:22:25,9 | 3+16                    |
| 8     | SWE  | Maya Rennermalm Anine Karlsson Anton Modigs Olle Gedda                                 | 1:22:53,3 | 4+16                    |
| 9     | UKR  | Walerija Schejhas Polina Puzko Dmytro Krjukow Oleksandr Bilanenko                      | 1:23:24,2 | 5+15                    |
| 10    | POL  | Majka Germata Amelia Liszka Igor Kusztal Grzegorz Galica                               | 1:23:47,8 | 6+15                    |
| …     |      |                                                                                        |           |                         |
|       | SUI  | Molly Kafka Lena Baumann Björn Niederhauser Levin Kunz                                 | DSQ       | DSQ                     |